# Chadron (Haute-Loire)
Chadron is een gemeente in het Franse departement Haute-Loire (regio Auvergne-Rhône-Alpes) en telt 214 inwoners (2004). De plaats maakt deel uit van het arrondissement Le Puy-en-Velay.

## Geografie
De oppervlakte van Chadron bedraagt 13,6 km², de bevolkingsdichtheid is 15,7 inwoners per km².
De onderstaande kaart toont de ligging van Chadron (Haute-Loire) met de belangrijkste infrastructuur en aangrenzende gemeenten.

## Demografie
Onderstaande figuur toont het verloop van het inwonertal (bron: INSEE-tellingen).